# Pawieł Sieriebriakow
Pawieł Aleksiejewicz Sieriebriakow, ros. Павел Алексеевич Серебряков (ur. 15 lutego?/28 lutego 1909 w Carycynie, zm. 17 sierpnia 1977 w Leningradzie) – rosyjski pianista.

## Życiorys
Studiował pod kierunkiem Leonida Nikołajewa w Konserwatorium Leningradzkim, gdzie następnie wykładał. W latach 1938–1951 i 1961–1977 pełnił funkcję rektora tej uczelni. W 1933 roku otrzymał II nagrodę na I Wszechzwiązkowym Konkursie Muzycznym w Moskwie. Zasłynął jako interpretator dzieł Piotra Czajkowskiego, Modesta Musorgskiego, Siergieja Rachmaninowa i Aleksandra Skriabina.
Koncertował w kraju i za granicą, był członkiem jury wielu międzynarodowych konkursów muzycznych, m.in. IV (1949) i VI (1960) Konkursu Chopinowskiego.